# 네덜란드 대 대한민국 (1998년 FIFA 월드컵)
1998년의 네덜란드 대 대한민국(네덜란드어: Wereldkampioenschap voetbal 1998 (Groep E) Nederland - Zuid-Korea)은 1998년 6월 20일, 프랑스의 마르세유에 위치한 스타드 벨로드롬에서 열린 1998년 FIFA 월드컵 E조 2차전 경기이다. 이 경기는 마르세유 참사, 마르세유의 치욕, 마르세유의 비극으로도 알려진 경기이며, 1996년 이란전 2 – 6 패배와 2001년 프랑스전 0 – 5 패배 그리고 2014년 알제리전 2 – 4 패배와 함께 대한민국 축구 역사상 최악의 패배로 기록된 경기이다.
이 경기에서 차범근 감독이 이끄는 대한민국 축구 국가대표팀은 거스 히딩크 감독이 이끄는 네덜란드 축구 국가대표팀을 상대로 0 – 5로 대패를 당하고 말았다. 한국이 월드컵에서 최소 5점 차 이상의 대패를 당한 것은 1954년 FIFA 월드컵 이후 44년 만의 일이었다. 1차전 멕시코와의 경기에서 1 – 3 역전패를 당했던 대한민국은 이 경기마저 패배하면서 결국 2패로 탈락이 확정되고 말았다. 이 경기는 대한민국 팬들 사이에서 속칭으로 "오대영", "오대빵" 등으로도 불리게 되었다.
이 경기가 끝난 직후 대한민국 대표팀의 차범근 감독은 대회 도중에 경질되어 중도에 귀국하게 되는 수모를 겪었다. 그리고 이 때 네덜란드를 지휘했던 거스 히딩크 감독은 4년 후인 2002년 FIFA 월드컵에서 대한민국 대표팀의 감독이 되고 대한민국의 월드컵 준결승 신화를 이끌었다. 그로 인해 한일월드컵 본선 진출 실패를 했던 네덜란드 국민들에게 큰 위로가 되었다.

## 개요
이것은 양 팀의 첫 번째 A매치였다. 이 경기 이전까지 대한민국과 네덜란드 양국은 어떠한 축구 경기를 치른 바가 없었다. 그리고 1998년 당시에는 인터넷이 발달되지 않아서 세계 축구의 정보에 대해 잘 알려진 바가 없었다. 그 때문에 한국 내에선 네덜란드의 전력이 얼마나 강한지에 대한 지식이 부족했다. 또 지난 1986년 FIFA 월드컵에서 슈퍼스타 디에고 마라도나가 버티던 아르헨티나를 상대로 열세라는 평가에도 불구하고 매우 선전해서 1 – 3이라는 2점 차 스코어로 패배했고 전 대회 우승국이었던 이탈리아를 상대로 2 – 3 석패를 하며 선전하는 모습을 보였고 1994년 FIFA 월드컵에서도 스페인을 상대로 막판 5분을 남기고 2골을 넣어 2 – 2 무승부를 기록한데다 또 전 대회 우승국 독일을 상대로 명승부를 벌인 끝에 2 – 3 석패를 한 좋은 모습을 보였기에 어느 정도 자신감이 상승된 상태였다. 월드컵 우승 경험이 있는 아르헨티나, 이탈리아, 독일을 상대로 상당히 선전하는 모습을 보였기에 우승 경험이 없는 네덜란드는 상대적으로 쉬워보였던 것이다. 그 때문에 월드컵 16강 진출이 가능하다는 장밋빛 전망이 쏟아져 나왔다.
또 지역예선에서 대한민국은 6승 3무 1패(승점 19점)라는 뛰어난 성적으로 경우의 수를 따질 필요 없이 조기에 본선 진출을 확정지었기에 더더욱 밝은 전망이 쏟아져 나왔다. 즉, 당시 대한민국에서는 아시아 무대와 세계 무대의 격차가 얼마나 컸는지 그리고 네덜란드의 전력이 얼마나 강한지 잘 몰랐던 것이다. 이렇게 언론들이 흩뿌린 장밋빛 전망이 결국엔 모두 국민들의 눈과 귀를 가리는 거짓말이었다는 걸 알기까지는 그리 오랜 시간이 걸리지 않았다. 그만큼 당시 대한민국 축구는 우물 안 개구리였던 것이다. 이러한 언론의 장밋빛 전망은 모두 달콤한 거짓말이었고 대한민국 국민이 목도한 것은 대한민국의 월드컵 역사상 최악의 경기였다.

## 경기 전 상황
1998년 대회에서 대한민국은 네덜란드, 멕시코, 벨기에와 함께 E조에 편성되었다. 첫 번째 본선 진출이었던 1954년 FIFA 월드컵 이후 44년 만에 최초로 월드컵 우승 경험이 없는 팀들과 한 조에 속하게 된 것이다. 3패를 기록했던 1990년 FIFA 월드컵을 제외하면 그 동안 월드컵 우승 경험이 있는 팀들을 상대로 좋은 모습을 보였기에 이번에야말로 국민의 염원이었던 첫 승과 16강 진출이 가능할 것이라는 전망이 주를 이루었다. 이렇게 모든 언론들이 장밋빛 전망을 띄울 때 딱 1곳 시사저널만이 한국의 16강 진출이 불가능하다고 주장하며 네덜란드에는 한 4점 차로 대패할 것이며 벨기에에도 2점 차 패배를 당할 것이고 멕시코와 겨우 무승부를 기록할 것이라며 1무 2패가 최대 성적이라고 전망했다. 이에 한국 국민들은 모두 시사저널을 비난했다. 이렇게 선수들과 국민들 모두가 꿈에 부푼 채로 결전의 땅 프랑스로 향했다. 하지만 이런 부푼 꿈은 1차전 멕시코와의 경기에서 산산조각이 나고 말았다.
멕시코와의 경기에서 한국은 전반 28분, 멕시코의 주장 가르시아 아스페가 노정윤에게 거친 파울을 범해 경고를 받았고 좋은 위치에서 프리킥 찬스를 얻었다. 그리고 이 프리킥을 '왼발의 달인'이라는 별명을 갖고 있는 하석주가 멋지게 성공시키면서 한국이 1 – 0으로 앞서갔다. 이것은 한국이 월드컵에서 최초로 기록한 선제골이었다. 그 전까지 동점골이나 만회골만 많이 터뜨렸지 선제골은 넣어보지 못했는데 이제야 비로소 선취 득점을 기록한 것이고 분명히 한국은 처음으로 상대 팀을 월드컵에서 이기고 있었다. 드디어 꿈에 그리던 월드컵 첫 승이 이루어지는 것처럼 보였다. 그러나 선제골이 터지고 불과 2분 후에 득점자 하석주가 백태클을 범해 퇴장을 당하고 말았다. FIFA는 이번 대회를 앞두고 "백태클에 대한 제재를 강화하라."는 지침을 내렸는데 결국 하석주는 그 규정의 시범 케이스로 걸리며 그대로 퇴장당하고 만 것이다. 수적 열세를 짊어지게 된 한국은 그 때부터 불리해지기 시작했다. 그나마 전반전은 어렵게 잘 버티며 1 – 0 리드를 유지한 채로 경기를 마쳤지만 후반전부터는 일방적으로 멕시코에 난타당했다. 특히 멕시코의 공격수 콰우테모크 블랑코는 그의 전매특허인 콰우테미나로 한국 수비수들을 일방적으로 농락했다. 결국 한국은 후반전에 잇달아 3골을 허용하며 멕시코에 1 – 3 역전패를 당하고 말았다. 경기가 허망하게 역전패로 끝나자 전국은 그야말로 분노로 들끓었고, 특히 차범근 감독에 대한 비난 여론이 줄을 이었다. 아시아 지역예선에서 득점왕을 차지했던 최용수를 왜 선발 라인업에 포함시키지 않았는지에 대한 경위를 따져묻는 여론이 주를 이루었고 그 밖에도 고종수를 갑자기 교체아웃시킨 이유와 부진했던 이상윤을 끝까지 빼지 않은 이유에 대한 비난이 이어졌다.
한편, 네덜란드는 역시 1차전 벨기에와의 경기에서 0 – 0 무승부를 기록해 상황이 썩 좋지만은 않았다. 조 1위로 올라서기 위해서는 반드시 2차전에서 대한민국을 큰 점수 차로 꺾어야 했다. 만일 대한민국과의 경기에서도 비기거나 또는 행여라도 진다면 네덜란드로서는 탈락 위기에 몰리게 된다. 때문에 네덜란드는 한국과의 경기에서 대승을 다짐하고 경기에 임했다. 한국의 차범근 감독은 바둑에서 흔히 쓰는 아생연후살타(我生然後殺他)를 인용해 선수비 후역습 작전을 쓸 것임을 암시했다. 과연 한국이 아생연후살타에 성공할 것인지 아님 예상대로 네덜란드가 대승을 거두게 될지 이제 운명의 경기가 시작되었다.

## 경기

### 전반전
경기가 시작되자 네덜란드는 초반부터 강하게 공격적으로 밀어붙이며 한국을 위협하였고 한국은 계속해서 수비하기에만 급급했다. 전반 초반에 김도훈이 날린 슈팅이 옆 그물에 맞아 잠시 골로 착각했을 때와 전반 중반 최용수의 옆그물을 맞힌 슛 그 2개를 제외하면 전반전 내내 네덜란드에 난타를 당했다. 그나마도 골키퍼 김병지의 잇단 선방으로 간신히 실점만 하지 않으며 버티고 있을 뿐이었다. 의외로 골이 빨리 터지지 않자 네덜란드의 거스 히딩크 감독도 만족스럽지 못한 듯 굳은 표정으로 경기를 보고 있었고 한국도 예상 외로 잘 버티고 있었다. 그러나 시간이 흐르면서 경기는 점점 하프코트 게임으로 돌변하기 시작했고, 한국은 전반전부터 아예 노골적인 시간 끌기 전략으로 전환했다. 골킥을 차려던 골키퍼 김병지가 일부러 느릿느릿 최대한 늦게까지 미적대다가 관중들의 야유를 받았고, 프리킥 때는 최용수가 자꾸 킥을 하지 않고 도움닫기 거리를 최대치로 잡으며 무한정 뒷걸음질을 하다가 심판의 경고를 받았다.
어쨌든 이렇게 어렵게 0 – 0의 스코어를 유지했으나 끝내 한국은 무너지고 말았다. 전반 37분, 한국의 문전에서 데니스 베르캄프가 전방의 필립 코퀴에게 패스를 넣었고 코퀴는 재빨리 돌아 들어가면서 재빨리 왼발 슛을 날려 선제골을 뽑아냈다. 코퀴 주변에 한국 수비수가 3명이나 있었지만 어느 누구도 코퀴의 움직임을 저지하지 못했고 슈팅도 워낙 기습적이어서 속수무책으로 실점하고 말았다. 결국 37분 간 팽팽하게 이어지던 균형은 깨지고 네덜란드가 1 – 0으로 앞서갔다. 이 때 KBS에서 중계를 하던 이용수 해설위원은 "에이, 37분까지는 잘 개겼는데...."라며 조곤조곤한 말투로 해설하는 것으로 유명한 그답지 않게 비속어를 쓰면서까지 아쉬워했다. 그렇게 1골을 실점당하자 한국은 걷잡을 수 없이 흔들리기 시작했다. 뒤이어 전반 42분, 네덜란드의 역습 찬스에서 빔 용크가 빠른 스피드로 한국 진영으로 쇄도해 들어갔는데 이 때 한국 선수들의 커버 플레이가 늦어지며 2 – 3으로 네덜란드 공격수보다 한국 수비수 숫자가 더 적은 상황이 벌어지고 말았다. 빔 용크는 좌측의 마르크 오버르마르스에게 볼을 건넸고 최성용이 마크를 시도했다. 그러나 오버르마르스는 개인기로 마크맨 최성용을 간단히 따돌리고 오른발 강슛을 날려 추가골을 뽑아냈다. 점수는 결국 2 – 0으로 더 벌어지고 말았고, 점점 경기는 불리하게 돌아갔다.
2골을 앞서나가게 된 네덜란드는 계속해서 한국을 두들겼고 한국은 수비수들의 육탄방어와 김병지 골키퍼의 선방에 의존해 더 이상 점수를 내주지 않는 것에만 만족할 수밖에 없었다. 2골을 앞서면서 기세가 등등해진 네덜란드 선수들과 달리 한국 선수들은 급격히 위축되며 자신감을 잃어가고 있었다. 그렇게 전반전은 네덜란드가 2 – 0으로 앞선 채로 끝이 났다. 지난 대회 독일과의 경기에서 0 – 3으로 전반전을 마친 이후 또 다시 4년 만에 2점 차로 전반전을 마치는 불리한 입장이 되었다. 그나마 그 때는 후반전에 정신 바짝 차리고 경기에 나서 폭염에 체력을 빨리 소진한 독일을 매섭게 몰아붙여 2골을 따라잡으며 2 – 3으로 1점 차 석패를 했다. 과연 태극전사들이 후반전엔 정신 바짝차리고 4년 전 독일을 상대할 때와 같이 네덜란드를 상대로 매운 맛을 보여줄 것인지 아니면 지금보다 더한 악몽을 경험하게 될지가 주목되었다.

### 후반전
후반전에도 계속해서 네덜란드는 한국을 공격적으로 밀어붙였고 한국 선수들은 계속해서 갈팡질팡하고 우왕좌왕하며 맥을 못췄다. 오로지 김병지 골키퍼의 선방 덕분에 그나마 2점 차 스코어를 간신히 유지할 뿐이었다. 결국 차범근 감독은 후반 7분, 첫 번째 교체 카드를 뽑았다. 최성용을 빼고 김태영을 투입해 수비를 더욱 강화하는 쪽으로 나섰다. 그렇게 한국은 이제 극단적인 수비 대형인 파이브백으로 바뀌게 되었다. 3-5-2 포메이션이 결국 5-3-2 포메이션이 된 것이다. 그리고 후반 24분엔 김도훈을 빼고 고종수를 교체 투입시켰다. 이렇게 후반 중반까지 교체 카드 2장을 쓰며 어떻게든 분위기를 전환시켜보려고 노력했지만 네덜란드는 좀처럼 한국에 골을 허용하지 않았고 오히려 더욱 강력한 공격으로 한국을 괴롭혔다. 그렇게 2 – 0 스코어가 유지되던 후반 26분, 엣하르 다비츠의 패스를 받은 데니스 베르캄프가 간단한 볼 컨트롤로 수비를 벗겨내며 한국의 페널티박스로 진입해 오른발 땅볼 강슛을 날려 3번째 골을 뽑아냈다. 한국 수비수들은 베르캄프의 간단한 개인기에 속수무책으로 뚫리며 또 실점을 하고 말았다. 대패 속에서도 굳건히 골문을 지켰던 수문장 김병지마저도 기습적으로 날아온 베르캄프의 슈팅을 막지 못하고 결국 3 – 0으로 점수가 더 벌어졌다.
후반 32분, 차범근 감독은 마지막 남은 교체 카드 1장을 서정원을 빼고 당시 만 19세의 신예 공격수 이동국을 투입하는데 썼다. 그리고 1분 후, 네덜란드의 거스 히딩크 감독도 첫 번째 교체 카드를 쓰며 서서히 굳히기에 들어갔다. 베르캄프를 빼고 피에르 판 호이동크를 투입했다. 그러나 네덜란드는 굳히기에 들어가면서도 계속해서 공격을 퍼부어 한국의 혼을 빼놓았다. 후반 35분, 전방으로 길게 날아온 롱패스를 교체 투입된 판 호이동크가 받아 좌측의 마르크 오버르마르스에게 패스했다. 오버르마르스는 마크맨 김태영을 간단히 따돌리고 중앙으로 길게 크로스를 올렸고 중앙으로 쇄도해 들어간 판 호이동크가 한국의 페널티 에어리어에서 크로스를 곧바로 헤더로 잘라먹으며 4 – 0으로 스코어를 벌렸다. 얼마 후 교체 투입된 한국의 신예 공격수 이동국이 멋진 슛을 날렸으나 허공으로 떠버리며 만회골을 터뜨리는데 실패했다.
그리고 후반 38분, 오베르마르스의 킬 패스를 받은 로날트 더 부르가 한국 진영 페널티 에어리어에서 마크맨 이민성을 간단히 따돌리며 오른발로 강슛을 날려 또 1골을 뽑아냈다. 5 – 0. 한국은 속수무책으로 네덜란드에 실점하며 처참하게 무너졌다. 교체 투입된 신예 공격수 이동국이 경기 막판에 위협적인 헤더 슛을 날려 유효슈팅을 기록하긴 했으나 득점을 올리지 못했다. 한국은 네덜란드를 상대로 제대로 된 반격 한 번 해보지 못하고 무너지고 말았다. 이후로도 경기 종료 직전까지 네덜란드에 몇 차례 더 위협적인 슈팅을 허용했으나 골키퍼 김병지의 선방 덕분에 더 이상 추가 실점을 하진 않았다. 결국 경기는 네덜란드의 5 – 0 대승으로 끝나고 말았고 한국은 멕시코전에 이어 이 경기마저 패배하면서 2패로 결국 탈락이 확정되고 말았다. 오랜 염원이었던 16강 진출은 이번에도 또다시 일장춘몽으로 끝나고 만 것이다. 한국이 월드컵에서 최소 5점 차 이상의 대패를 당한 것은 헝가리에 0 – 9로 대패하고 뒤이어 터키에 0 – 7로 대패했던 1954년 FIFA 월드컵 이후 44년 만이었다. 물론 이 두 경기에서 대패했을 당시에는 상대의 유효슈팅 횟수가 거의 100회나 되기도 할 정도로 압도적이었기에 그 두 경기의 내용은 비교적 선전한 편이었고 오히려 선물까지 받을 정도의 칭찬을 받았다. 아무튼 네덜란드전의 그 기록적인 대패로 한국 축구팬들 모두가 큰 충격에 빠졌고 한동안 네덜란드 공포증까지 시달리게 되었다.

### 상세 정보
| 네덜란드                                                                        | 5 – 0  | 대한민국 |
| ------------------------------------------------------------------------------- | ------ | -------- |
| 코퀴 38′ · 오버르마르스 42′ · 베르흐캄프 71′ · 판 호이동크 80′ · R. 더 부르 83′ | 리포트 |          |

| 네덜란드 | 대한민국 |

| GK          | 1  | 에드빈 판 데르 사르   |  |     |
| DF          | 3  | 야프 스탐             |  |     |
| DF          | 4  | 프랑크 더 부르 (주장) |  |     |
| DF          | 5  | 아르튀르 뉘만         |  | 80′ |
| MF          | 6  | 빔 용크               |  |     |
| MF          | 7  | 로날트 더 부르        |  | 84′ |
| FW          | 8  | 데니스 베르흐캄프     |  | 78′ |
| MF          | 11 | 필립 코퀴             |  |     |
| MF          | 14 | 마르크 오버르마르스   |  |     |
| MF          | 16 | 엣하르 다비츠         |  |     |
| MF          | 20 | 아론 빈터르           |  |     |
| 교체 선수:  |    |                       |  |     |
| FW          | 17 | 피에르 판 호이동크    |  | 78′ |
| DF          | 15 | 빈스톤 보하르더       |  | 80′ |
| MF          | 12 | 바우더베인 젠던       |  | 84′ |
| 감독:       |    |                       |  |     |
| 거스 히딩크 |    |                       |  |     |

| GK         | 1  | 김병지        |       |     |
| MF         | 2  | 최성용        |       | 53′ |
| DF         | 4  | 최영일 (주장) |       |     |
| DF         | 5  | 이민성        |       |     |
| DF         | 6  | 유상철        |       |     |
| MF         | 7  | 김도근        |       |     |
| FW         | 9  | 김도훈        |       | 69′ |
| FW         | 10 | 최용수        | 26′   |     |
| FW         | 11 | 서정원        |       | 77′ |
| MF         | 15 | 이상윤        |       |     |
| DF         | 20 | 홍명보        |       |     |
| 교체 선수: |    |               |       |     |
| DF         | 13 | 김태영        |       | 53′ |
| MF         | 14 | 고종수        | 90+2′ | 69′ |
| FW         | 21 | 이동국        |       | 77′ |
| 감독:      |    |               |       |     |
| 차범근     |    |               |       |     |

| 부심: 야체크 포시엥기엘 (폴란드) 유리 두파노프 (벨라루스) 대기심: 비투르 멜루 페헤이라 (포르투갈) |

## 대한민국의 패인

### 차범근 감독의 함량 부족
당시 대한민국 축구 국가대표팀 감독이었던 차범근의 자질에 문제가 있었는데, 클럽 감독과 국가대표팀 감독은 엄연히 다른 것이다. 당시 차범근 감독의 나이는 만 45세로 너무 젊고 경험이 부족했다. 물론 차범근은 한국이 낳은 불세출의 명선수였고 분데스리가에서 오랫동안 활약해 당시 한국 축구 선수들 중에서 선진적인 축구를 가장 풍부하게 체득한 사람이었다. 하지만 당장 "명선수는 명지도자가 될 수 없다."라는 말이 있듯 명선수라고 한들 명지도자가 될 수 있는 건 결코 아니였다. 차범근이 지도자로 입문한 것은 1991년 현대 호랑이 감독을 맡은 것이 시작이었다. 즉, 1998년 당시 차범근의 지도자 경력은 고작 7년에 불과했다. 그나마도 1994년에 성적 부진으로 경질되었고 그 후로 1997년에 대한민국 축구 국가대표팀 감독으로 취임하기 전까지 3년 정도 공백 기간이 있었다. 즉, 실질적인 지도자 경력은 고작 4년에 불과했던 것이다. 다시 말해 차범근은 지도자로서는 아직 좀 더 능력을 갈고 닦아야 할 초보였다.
반면 거스 히딩크는 이미 그 당시 지도자 경력이 16년이었던 베테랑 감독이었다. 그나마 히딩크가 감독 경력만 오래되었지 능력은 별 볼 일 없었던 사람이었다면 모르겠지만 그는 PSV 아인트호번 감독으로서 유러피언 트레블을 달성했던 명장이었다. 비록 이후 터키의 페네르바흐체 SK와 스페인의 발렌시아 CF에선 좀 주춤하긴 했지만 어쨌든 히딩크는 그 16년 지도자 생활 동안 성공과 실패를 두루 경험했던 사람이었다. 그러니 당연히 능력 면에서 히딩크가 차범근보다 몇 수 위일 수밖에 없었다. 이제 막 지도자로서 첫 단추를 꿴 차범근이 유럽 리그에서 산전수전을 다 겪었던 거스 히딩크를 상대하기엔 그 능력이 역부족이었던 것이다. 차범근이 지도자로서 어떤 자질을 가졌던 간에 1998년 당시로서는 차범근이 대표팀 감독이라는 중책을 맡기에는 지도자 경험이 상당히 짧았던 것은 사실이다.
그런데다 차범근 본인이 물론 당시 한국의 모든 축구인들을 통틀어 가장 유럽 축구를 폭넓게 접했던 사람인 것은 맞다. 그러나 그도 현역에서 은퇴한지 10년이 넘었고 당시만 하더라도 한국 축구의 정보력은 너무나도 어두웠다. 그런 탓에 차범근 본인 역시 당시의 정보력으로는 세계 축구의 흐름을 읽는데 역부족이었다. 그런데다 그는 히딩크 감독처럼 언론을 통제하는 능력도 부족했다. 그 대표적인 예시가 바로 1998년 4월에 있었던 한일전이었다. 당시 그 경기는 한국의 2 – 1 승리로 끝나긴 했지만 결과적으로 상처만 남은 승리였다. 그 이유는 이 경기가 열리게 된 배경과 그 경기로 인한 나비효과 때문이다.
1998년 3ㆍ1절에 다이너스티컵(동아시안컵의 전신) 개막전에서 차범근 감독이 이끄는 대한민국 대표팀은 일본에 1 – 2로 졌다. 월드컵 본선에 초점을 맞춰 강도 높은 체력 훈련을 하던 시기라 선수들 컨디션이 정상이 아니었지만 3ㆍ1절 패배에 ‘국치일’이라는 말이 나왔고 일부 언론은 차 감독 경질론까지 언급할 정도로 분위기가 험악했다. 차 감독은 월드컵을 두 달 여 앞둔 1998년 4월 1일 잠실에서 열린 ‘2002월드컵 공동개최 기념 한일전’에서 2 – 1로 이겨 성난 여론을 잠재웠다. 하지만 이 때는 월드컵이 겨우 두 달 남은 시점으로 월드컵에서 상대할 팀의 전력 분석을 하기에도 빠듯한 시간이었다. 그렇게 귀중하게 써야 할 시간을 한일전 설욕에 허비하고 말았던 것이다.
훗날 거스 히딩크 감독 또한 대한민국 대표팀 감독을 맡아 2001년 FIFA 컨페더레이션스컵에서 프랑스에 0 – 5 대패를 당했고 또 그 해 8월에 체코에서 열린 체코와의 평가전에서 또 0 – 5 대패를 당해 오대영 감독이라 불리는 수모를 겪었고 2002년 CONCACAF 골드컵에서 졸전 끝에 겨우 4위를 차지하면서 경질 여론이 싹 텄다. 하지만 히딩크 감독은 "나의 모든 계획은 월드컵에 맞춰져 있다."고 말하며 국민들의 비난 여론을 잠재웠고 뚝심 있게 자신의 계획을 밀고 나갔다. 하지만 차범근은 히딩크만큼 노련하게 언론을 통제하지 못했고 결국 한일전 패배에 대한 설욕 여론을 잠재우지 못한 채 월드컵이 코 앞인 상황에서 한일전 설욕에 허비하고 말았던 것이다.
엎친 데 덮친 격으로 대한축구협회 역시 상황을 더욱 악화시켰다. 월드컵이 열리기 직전에 중국과의 평가전을 잡은 것이 그것이다. 중국은 이미 월드컵 지역예선에서 탈락한 팀이었고 우리가 상대할 멕시코, 네덜란드, 벨기에와는 전혀 레벨과 스타일도 다를 뿐더러 그 때까지 한국을 상대로 단 1번도 이겨본 적이 없어 이른바 공한증을 앓고 있던 약체 팀이었다. 즉, 전혀 가치 없는 평가전이었던 것이다. 결국 중국은 이 날 경기에서 이른바 '소림축구'라고 불리는 악명 높은 거친 파울을 남발했고 주포 황선홍이 부상으로 아웃되고 말았다. 이 문제 때문에 대한축구협회 역시 크나큰 비난을 받았다. 사고는 자신들도 같이 쳐놓고선 만만한 차범근 감독 한 사람에게 소위 '독박'을 씌워서 희생시켰다는 것이 주된 반응이다.

### 스위퍼식 스리백 시스템의 문제
이 날 경기에서 0 – 5로 대패한 궁극적인 원인은 수비 시스템에 중대한 문제가 있었기 때문이었다. 당시 1998년 대회에선 이탈리아의 명장 아리고 사키가 창시한 지역방어 수비가 크게 유행하고 있었다. 그러나 이런 세계 축구의 흐름과 달리 32개 출전국 중 단 2팀만이 기존의 스위퍼식 스리백 시스템을 고수하고 있었는데 그 둘이 바로 한국과 독일이었다. 한국과 독일이 스위퍼식 스리백 시스템을 버리지 못한 이유는 바로 팀의 핵심 멤버 1명이 포백 수비 시스템에선 이상하리만큼 활약이 저조했기 때문이다. 그 선수가 바로 한국에선 홍명보였고 독일에선 로타어 마테우스였다. 즉, 한국은 홍명보 때문에 독일은 마테우스 때문에 그러한 구식 전술을 고수했던 것이다.
그럼 한국에선 홍명보를 빼고 다른 선수를 투입해서 스타일을 재편하면 되고 독일 역시 마테우스를 빼고 새롭게 재편하면 되지 않느냐 할 수 있겠지만 각자의 사정 때문에 그러고 싶어도 그럴 수가 없었다. 당시 한국의 센터백 자원들 중에선 홍명보만큼 탁월한 수비 조율 능력과 딥라잉 플레이메이킹이 가능한 선수가 없었다. 파이터형 수비수들만 많았지 커맨더형은 드물었기 때문이다. 그래서 홍명보는 거의 대체 불가 자원이었는데 희한하게 홍명보는 포백에선 활약이 저조했다. 훗날 히딩크 감독이 포백 실험을 하다가 결국 스리백으로 선회한 것 역시 이 때문이었다. 독일 역시 사정이 비슷했다. 그나마 독일엔 마티아스 잠머란 대체자가 있었으나 안타깝게도 잠머는 이번 대회를 앞두고 부상을 당하는 바람에 마테우스의 대체자가 없어져버렸다. 그래서 결국 마테우스를 계속해서 쓸 수밖에 없었고 포백 체제 하에서 활약이 부진했던 마테우스였기에 결국 독일은 한국과 마찬가지로 스위퍼식 스리백 시스템을 썼다.
어쨌든 이렇게 구식 수비 전술인 스위퍼식 스리백 시스템으로 인해 한국은 네덜란드의 공격 시 너무나도 공간을 쉽게 내주는 모습을 보였다. 지역방어 체제 하에서는 선수들이 일정한 간격으로 라인을 유지하며 각자 맡은 지역에 들어오는 패스 줄기를 차단하는 수비를 하는데 구식 수비 전술인 대인방어 체제 하에서는 정말 말 그대로 상대 공격수 1명에게 수비수들이 우르르 몰려가는 일이 빈번하게 벌어져 선수 A를 마크하면 선수 B가 자유로워지는 상황이 될 수밖에 없다. 이 경기에서도 마찬가지였다. 한국 선수들이 베르캄프를 막기 위해 베르캄프에게 우르르 몰려가면 코퀴가 자유로운 몸이 되는 일이 벌어지는 식의 일이 반복되었다. 오죽했으면 당시 적장이었던 거스 히딩크 감독이 본인의 자서전이었던 <마이웨이>에서 이 사실을 지적했을 정도였다.
```
당시 월드컵에서 만난 한국 대표팀에 대한 느낌은 간단했다. 개인적으로는 잘하는데 조직력에 문제가 있다는 것이었다. 특히 선수들 사이의 간격이 너무 넓었고, 공수 협력이 제대로 안돼 우왕좌왕했다. 조직력에 문제가 있다보니, 선수들이 각자 혼자서 뭔가를 해보려 한다는 인상마저 주었다. 설상가상으로 한국 선수들은 몸이 굳어 있었다.
```

히딩크 감독이 지적한 선수들 사이의 간격이 너무 넓었던 이유는 바로 앞서 말한 구식 전술인 스위퍼식 스리백 시스템을 바탕으로 한 대인방어 수비 때문이었다. 스위퍼식 스리백 시스템을 고수했던 독일 역시 한국보다 단지 선수 수준이 좋아서 좀 더 오래 버텼을 뿐 결국 8강전에서 돌풍의 팀 크로아티아에 무려 0 – 3으로 대패를 당하는 수모를 겪었다. 물론 그 때 독일은 전반 41분에 크리스티안 뵈른스가 퇴장을 당해 수적 열세라는 불운을 겪은 것도 있지만 아무튼 스위퍼식 스리백 시스템을 고수했던 한국과 독일이 이 대회에서 모두 3점 차 이상의 대패를 당했던 것은 결코 우연이 아니었던 것이다.

## 경기 이후

### 대한민국
대한민국의 여론은 그야말로 최악이었다. 1년 전 도쿄 대첩 때만 하더라도 국민적 영웅으로 칭송받던 차범근 감독은 이 네덜란드전의 0 – 5 대패와 그로 인한 조기 탈락 확정 때문에 순식간에 한국 축구의 대역죄인으로 전락하고 말았다. 결국 대한축구협회는 네덜란드와의 경기가 끝난 후 차범근 감독을 전격 경질했고, 이로써 차범근 감독은 끝까지 대표팀과 함께 하지 못하고 중도에 하차당하는 신세가 되고 말았다. 이번 대회에서 감독이 대회 도중에 경질된 것은 사우디아라비아의 카를루스 아우베르투 파헤이라 감독 이후 2번째였다. 사우디아라비아 역시 2차전에 프랑스에 0 – 4로 대패하는 바람에 파헤이라 감독을 전격 경질했다. 그리고 남은 벨기에와의 경기는 김평석 수석코치가 감독 대행의 자격으로 치르게 되었다. 2차전까지 대한민국의 성적은 2전 전패, 1득점 8실점으로 H조의 자메이카와 동률을 기록하고 있었다. 만일 3차전 벨기에와의 경기에서마저 1점차라도 패배한다면 1990년 FIFA 월드컵 이후 8년 만에 3전 전패를 하게 되는 것이고 아울러 1954년 FIFA 월드컵 이후 44년 만에 출전국 중에서 꼴찌를 차지하게 될 최악의 상황이었다.
이미 2패로 탈락이 확정되었지만 한국 선수들은 대회 꼴찌만큼은 절대로 일어나서는 안된다는 비장한 각오에 이를 악물고 벨기에와의 마지막 경기에 임했다. 멕시코전 퇴장으로 네덜란드전에 출전하지 못했던 하석주는 심판의 미숙한 판정이 참작되어 1경기 출전 정지로 완화된 덕에 벨기에와의 경기에서는 출전할 수 있게 되었다. 한편, 한국의 상대 벨기에는 2차전까지 2무를 기록한 상태였다. 2차전까지 네덜란드와 멕시코가 1승 1무로 승점 4점을 기록해 동률을 이루었으나 골 득실에서 네덜란드가 +5였고 멕시코가 +2였기 때문에 네덜란드가 1위, 멕시코가 2위였다. 그러므로 벨기에 입장에서는 한국과의 경기에서 비기거나 지면 무조건 탈락이었고 골 득실을 고려할 때 최소한 3점 차 이상의 대승을 거두어야 안전하게 올라갈 수 있었다. 네덜란드와 멕시코가 비길 경우, 2점 차 승리까지는 탈락의 가능성이 존재하기 때문이었다.
그렇게 벨기에와의 마지막 경기가 열렸다. 한국은 전반 7분 만에 뤼크 닐리스에게 선제골을 허용하며 또다시 나쁜 출발을 했다. 그러나 선제골을 허용한 이후로 한국 선수들의 투지는 더욱더 맹렬하게 불타올랐고 개인 기량에서 현격한 열세를 보였음에도 불구하고 한국 선수들은 그야말로 악으로 깡으로 버티며 갈 길 급한 벨기에에 대해 더 이상의 추가골을 허용하지 않고 버텼다. 후반 22분, 최성용과 교체 투입되었던 수비수 이임생이 벨기에 공격수와의 충돌로 이마가 깨져 출혈이 났는데, 한국은 이미 교체 카드 3장을 모두 써버린 상태였기에 이임생을 교체해 줄 수 없는 상황이었다. 결국 이임생은 붕대를 감고 남은 시간 동안 계속 뛰었다. 아직 같은 시각 다른 구장에서 열리는 네덜란드와 멕시코의 경기에서 네덜란드가 2 – 0으로 리드하고 있었기 때문에 이 점수가 유지되기만 해도 벨기에는 16강에 갈 수 있었다. 그러던 후반 26분, 한국이 벨기에 좌측 진영에서 프리킥 찬스를 얻었다. 왼발의 달인 하석주가 중앙으로 킥을 올렸고 킥은 한 번에 골문 앞으로 갔다. 그리고 골문 앞에서 노마크 상태로 있던 유상철이 미끄러지면서 발로 공을 갖다대어 극적인 동점골을 성공시켜서 스코어는 다시 1 – 1 동점이 되었다.
1 – 1 동점이 되자 벨기에가 발등에 불이 떨어진 듯 조급해지기 시작했다. 이대로 경기가 끝나면 네덜란드 대 멕시코의 경기 결과에 관계없이 무조건 탈락이 확정되기 때문이다. 설상가상으로 후반 30분에 멕시코가 1골을 만회했다는 소식까지 들려왔다. 벨기에는 남은 시간 동안 2골을 더 넣어야 올라갈 수 있는 상황이었다. 하지만 한국 선수들은 끝까지 버티며 벨기에의 발목을 붙잡고 늘어졌고 오히려 공격적으로 밀어붙이며 첫 승을 하겠다는 의지를 보였다. 그러나 원톱 공격수 최용수가 잇달아 골 찬스를 놓치며 한국은 아쉬움을 삼켜야 했다. 경기 막판이 되자 다급해진 벨기에는 세트피스 찬스에서 골키퍼까지 골문을 비우고 올라와 공격에 가담해 득점을 노렸으나 모두 허사로 돌아갔다. 벨기에의 세트피스 찬스가 무위로 돌아간 이후 볼을 잡은 서정원이 빠르게 골키퍼가 없는 벨기에 진영으로 쇄도해 들어가며 추가득점을 노렸으나 주심이 종료 휘슬을 울렸고 결국 경기는 1 – 1 무승부로 끝나며 대한민국의 최종 성적은 1무 2패로 끝이 났다. 한편, 한국을 이기고 16강에 올라가려던 벨기에는 마지막 경기에서 한국한테 제대로 발목이 잡히며 3무를 기록해 결국 조별리그 탈락의 쓴맛을 보게 되었다. 이렇게 벨기에의 탈락이 확정되자 벨기에 감독은 곧바로 라커룸으로 들어갔으며 벨기에 선수들은 경기장에 주저앉아 대성통곡을 했고 이에 한국 선수들이 벨기에 선수들을 위로하는 모습이 카메라에 비쳤다.

### 네덜란드
이 경기가 끝난 후 네덜란드는 멕시코와의 3차전에서 2 – 2 무승부를 거두며 멕시코와 1승 2무로 동률을 이루었으나 골 득실에서 3골이 더 앞서며 조 1위로 16강 진출에 성공했다. 16강 상대는 F조 2위 유고슬라비아였다. 네덜란드는 전반 38분, 데니스 베르캄프의 골로 앞서갔으나 후반 3분에 슬로보단 콤례노비치에게 동점골을 허용하며 어렵게 경기를 풀어갔다. 연장전으로 넘어가는 게 아닌가 했지만 종료 직전에 엣하르 다비츠의 결승골로 2 – 1 극적인 승리를 거두며 8강에 진출했다. 그리고 8강 상대는 슈퍼스타 가브리엘 바티스투타가 버티고 있던 아르헨티나였다. 네덜란드와 아르헨티나는 이전에 2차례 월드컵에서 만난 적이 있고 1승 1패의 전적을 주고받은 바 있다. 네덜란드는 전반 12분에 파트릭 클라위버르트의 선제골로 포문을 열었다. 그리고 아르헨티나는 불과 5분 후에 클라우디오 로페스의 동점골로 응수했다. 그렇게 양 팀의 팽팽한 접전이 이어지던 중 경기 종료 직전에 데니스 베르캄프가 극적인 결승골을 터뜨리며 2 – 1로 물리치고 준결승에 진출했다. 네덜란드가 준결승에 진출한 것은 1978년 FIFA 월드컵 이후 20년 만의 일이었다.
네덜란드의 준결승 상대는 전 대회 우승국인 브라질이었다. 네덜란드와 브라질은 이미 과거에 2차례 월드컵에서 조우한 바 있었다. 1974년 FIFA 월드컵 2라운드에서 처음 만났는데 공교롭게도 그 때에도 브라질은 이번과 같이 디펜딩 챔피언이었다. 이 때는 요한 크루이프의 맹활약에 힘입어 네덜란드가 브라질을 2 – 0으로 물리쳤다. 이 때문에 당시 브라질에서는 결과에 분노한 극성 축구팬들이 마리우 자갈루 감독의 자택을 습격해 기물을 파손하는 짓을 저질렀고 또 당시 브라질에서 유행하던 독감을 '자갈루 독감'이라고 부르며 아예 자갈루 감독을 독감 바이러스 취급하는 인격 모독을 자행했다. 재미있는 사실은 이번 대회 브라질 대표팀 감독도 바로 그 마리우 자갈루 감독이었다. 그 다음 만남은 20년 후인 1994년 FIFA 월드컵에서 이루어졌는데 호마리우와 베르캄프의 대결로 불린 그 경기에선 브라질이 3 – 2로 승리하여 20년 전의 패배를 설욕하는데 성공했다. 과연 마리우 자갈루 감독이 24년 전 자신에게 치욕을 안겨준 네덜란드에 복수할 것인지 아니면 네덜란드가 20년 만에 월드컵 결승전에 진출할지 주목되었다.
네덜란드는 브라질을 상대로 전혀 밀리지 않는 경기를 하며 맞섰지만 골 찬스가 미세한 차이로 빗나가는 불운을 여러 차례 맞이했다. 전반전은 0 – 0으로 잘 버텼으나 후반전이 시작하자마자 브라질의 신성 호나우두에게 선제골을 허용하며 불리한 출발을 했다. 네덜란드는 계속해서 브라질을 밀어붙였지만 브라질의 골문은 좀처럼 열리질 않았다. 그렇게 하염없이 시간이 흘러가던 중 후반 42분, 파트릭 클라위버르트가 극적인 동점골을 터뜨리며 기사회생했다. 1 – 1로 전후반을 마쳤으므로 승부는 연장전으로 흘러갔고 당시엔 골든골이 있었기 때문에 1골 싸움이 치열하게 전개되었다. 그러나 연장전 내내 치열한 공방전을 벌였음에도 두 팀은 골을 넣지 못했고 결국 120분 간의 혈투 끝에 스코어는 1 – 1 무승부로 종결되어 승부차기로 승부가 가려지게 되었다. 브라질의 선축으로 시작된 승부차기에서 양 팀 모두 2번 키커까지는 성공시켰지만 네덜란드의 3번 키커 필립 코퀴가 실축하며 불리하게 흘러갔다. 그리고 브라질의 4번 키커 둥가가 골을 성공시켰기 때문에 네덜란드의 4번 키커 로날트 더 부르가 실축하면 그대로 경기가 끝나는 상황이었다. 결국 더 부르마저 실축하면서 브라질이 승부차기 4 – 2로 승리해 2개 대회 연속으로 결승 진출에 성공했고 네덜란드는 결승 진출이 좌절되어 3위 결정전을 치르게 되었다. 그리고 그 3위 결정전에서 네덜란드는 독일을 대파한 돌풍의 팀 크로아티아한테마저 1 – 2로 패배하며 결국 4위로 대회를 마쳤다.
대회가 끝난 후 거스 히딩크 감독은 사임하였고 스페인으로 건너가 프리메라리가의 레알 마드리드 감독을 맡았으나 성적 부진으로 1년 만에 경질되고 말았다. 뒤이어 레알 베티스 감독으로 취임했으나 역시 성적 부진으로 1년 만에 경질되어 점점 야인으로 전락해가고 있었다. 그 때 그에게 영입을 제안한 곳이 바로 대한축구협회였고 그는 대한축구협회의 제안을 받아들여 프랑스 월드컵에서 5 – 0으로 대승을 거두었던 대한민국 축구 국가대표팀 감독으로 부임하게 되었다. 그리고 2002년 FIFA 월드컵에서 대한민국에 월드컵 사상 첫 승과 첫 16강 진출을 안겨주었음은 물론 준결승까지 올려놓는 성과를 거두어 한국인들의 무한한 사랑을 받게 되었다.

## 같이 보기
- 대한민국 대 이란 (1996년 AFC 아시안컵)
- 독일 대 사우디아라비아 (2002년 FIFA 월드컵)
- 스페인 대 네덜란드 (2014년 FIFA 월드컵)
- 대한민국 대 알제리 (2014년 FIFA 월드컵)
- 브라질 대 독일 (2014년 FIFA 월드컵)

### 내용주
1. ↑   1986년~1994년까지는 3개 대회 연속으로 월드컵 우승 경험이 있는 팀들이 꼭 1팀 씩 끼어 있었다.
  - 1986년 : 아르헨티나, 이탈리아
  - 1990년 : 우루과이 (스페인은 당시 월드컵 우승국이 아니었다.)
  - 1994년 : 독일 (스페인은 당시 월드컵 우승국이 아니었다.)
2. ↑  한국 축구팬들이 일명 '개구리점프'로 부르는 그 기술이다. 양 다리 사이에 공을 끼우고 점프해서 수비수 사이를 넘으며 지나가거나 앞으로 던지는 기술이다.

### 참고주
1. ↑  아르헨티나의 디에고 마라도나 역시 선수 시절에는 "마라도나를 막으려면 12명의 선수가 필요하다.", "우리는 지금 축구의 개념을 벗어난 최초의 선수를 보고 있다."라는 말까지 나올 정도로 월드컵 역사에 길이 남을 위대한 명선수로 칭송을 받았으나, 감독 시절에는 아르헨티나 축구 역사상 단 한번도 패배한 적이 없었던 칠레한테 패배를 당했고, 심지어 현지적응 훈련을 무시한 탓에 볼리비아한테 1 – 6이라는 기록적인 대패를 당하기도 했으며, 선수를 선발할 때 선수의 기량보다는 마라도나 자신의 기분에 따라 선발하는 등 인류 역사상 최악의 축구 감독으로 낙인찍혔다.
2. ↑  “[단독] “한일전 이기고 월드컵 실패하면 무슨 소용인가” 차범근의 일갈”. 《한국일보》. 2017년 12월 13일. 2019년 1월 19일에 확인함.